# Тирмос Олександр Абрамович
Тирмос Олександр Абрамович (1874 м. Сімферополь, Сімферопольського пов. Таврійської губ., Російської імперії — 1938, м. Сталіно, УРСР) — український інженер. Керував комунальним господарством у Києві, Харкові, Донецьку. Жертва сталінського терору.

## Біографія

### Ранні роки за Російської імперії

#### Родина
Народився у 1874 році в Сімферополі у єврейській родині. Батько казений равин Сімферополя Авраам Тирмос в 1869 році заснував і очолив солдатську талмут-тору. Авраам Тирмос народився у 1849 році помер 24 липня 1916 року.
Дідусь Іосиф Тирмос - був відомим афінським лікарем.
Старший брат Олександра - Іосиф Тирмос (1868-1927) був відомим хірургом, урологом в Одесі.
В 1916 році народилася дочка Катерина. В 1991 році проживала в Макіївці під прізвищем Форер. В 1997 переїхала до Волгоградської області та прийняла громадянство Російської Федерації.

#### Освіта
До 1898 року навчався в Німеччині.
З 1898 по 1903 рік навчався на першому наборі Механічного відділення Київського політехнічного інституту, який закінчив з дипломом 1-го ступеню та отримав звання "інженер-технолог".
У 1907 році в Києві відбувся IV Всеросійський електротехнічний з’їзд, організований електротехнічним відділом товариства. На вимогу з’їзду царський уряд зобов’язав іноземні фірми і концесійні підприємства включати до складу технічного персоналу певну кількість вітчизняних фахівців. Завдяки цьому О. А. Тирмоса приймають інженером на роботу в Київське електричне товариство.
16 січня 1908 року об 11 вечора інженер Тирмос був пограбований на вулиці Андріївській - саме тут знаходилася Центральна електростанція, де він тоді працював.
В 1919 році - на посаді головного інженера Київської електростанції бореться з дефіцитом вугілля, пропонуючи замінити його деревом.

### Радянські часи

#### Київський період
З ініціативи місцевих партійних і радянських органів у 1920 році Київ першим з великих міст СРСР став на шлях централізованого управління усіма комунальними підприємствами. Першим керівником Комунального господарства Києва призначили 46-річного інженера-електротехніка О. А. Тирмоса.
За спогадами Марьясіна, Тирмос був низький коренастий чоловік з густою бородою і не менш густим басом - профундо. Мав широку ерудицію і виключний технічний авторитет. Міг на слух визначити причну поломки турбіни електрогенератора.
В липні-вересні 1922 року перебуває у робочому відрядженні в Німеччині з метою домовленості з компаніями "Гесфюрель", "МАН", "АЕГ" про відновлення електричного господарства міста Києва.
У липні 1924 року став ініціатором та увійшов до Комітету з будівництва Десенської ГЕС.
1 вересня 1925 року, як інженер Комунгоспу, безпартійний 51-річний Тирмос увійшов до складу президії Київської міської ради.
Як керівник Комунгоспу, був ініціатором запуску автобусного руху у Києві 10 грудня 1925 года з відкриття маршруту пл. ІІІ Інтернаціоналу — вул. Л. Пятакова (тепер Європейська пл. — вул. Саксаганського).

#### Харківський період. Перший арешт
На початку 30-х Тирмос працював Головним інженером Харківського комунгоспу. Став жертвою переслідування технічної інтелігенції відомої як «процес Промпартії». Заарештований 4 січня 1931 року разом із іншими провідними фахівцями комунального господарства Харкова:. ЕКВ ДПУ УСРР, як член контрреволціної шкідницької організації (ст. 54 7 КК УСРР). Слідство просувалося накатаними рейками. Склад управлінських кадрів виступав у ролі кубла заколотників. Фахівці комунальної галузі, що тісно контактували у виробничих потребах, були призначені на роль членів підпільної контрреволюційної організації. Уся їхня професійна діяльність була начебто суцільним шкідництвом, а планові наради — замаскованими зборами осередку Промпартії. Обвинувачених тримали під вартою півроку до серпня 1931 року. Після цього відпустили.

#### Донецький період. Другий арешт і смерть
До 1937 року працював головним інженером "Доноблкомунгосп" в Донецьку - тоді Сталіно.
Арештований 29 листопада 1937 року в Донецьку на робочому місці. Після арешту утримувався в тюрмі НКВС по вул Артема. Потім у тюрмі біля Металургічного заводу. Останні місяці в тюрми на схилах річки Кальміус(12, або 13 лінії). Розстріляний на початку 1938 року у віці 64 років.